# 크라스노아르메이스크 (사라토프주)

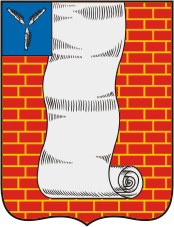
크라스노아르메이스크 시 문장

크라스노아르메이스크(러시아어: Красноарме́йск)는 러시아 사라토프주에 위치한 도시로 인구는 24,364명(2010년 기준), 25,411명 (2002년 기준), 24,055명(1989년 기준)이다. 사라토프에서 남쪽으로 75km 정도 떨어진 곳에 위치한다.
1764년부터 1766년까지 독일인들에 의해 발체르(러시아어: Ба́льцер, 독일어: Balzer 발처[*])라는 이름의 마을이 건설되었으며 당시에는 인접한 강의 이름을 따서 골리카라미시(Голый Карамыш)라는 이름으로 부르기도 했다. 1918년 도시 지위를 부여받았으며 지금과 같은 이름으로 변경된 시기는 1942년이다.